# Бикташевский
Бикташевский (баш. Бикташ) — упраздненный в 2005 году посёлок в Дуванском районе Республики Башкортостан. Входил в Улькундинский сельсовет.
До своей ликвидации имел почтовый индекс — 452533, код ОКАТО — 80223840002.

## География
Находился на дороге из село Дуван в Улькунды, вблизи истока небольшой реки Чишма.

### Географическое положение
Расстояние до (на 1 января 1969):
- районного центра (Месягутово): 26 км,
- центра сельсовета (Улькунды): 3 км,
- ближайшей ж/д станции (Сулея): 98 км

## Население
На 1 января 1969 года проживали 62 человека; преимущественно татары. Также преимущественное татарское население отмечал справочник 1981 года.
Население на 1 января 2002 года составляло 0 человек

## История
Возник как выселок двух мишарских селений после 1925, возможно, в конце 1920-х — начале 1930-х годов, в период коллективизации сельского хозяйства.
Закон Республики Башкортостан от 20 июля 2005 года № 211-з «О внесении изменений в административно-территориальное устройство Республики Башкортостан в связи с образованием, объединением, упразднением и изменением статуса населённых пунктов, переносом административных центров» гласил:

ст.1

4. Упразднить следующие населенные пункты:

18) в Дуванском районе: 

а) поселок Бикташевский Улькундинского сельсовета;

б) деревню Греховка Калмашевского сельсовета